# Jacek Winkler

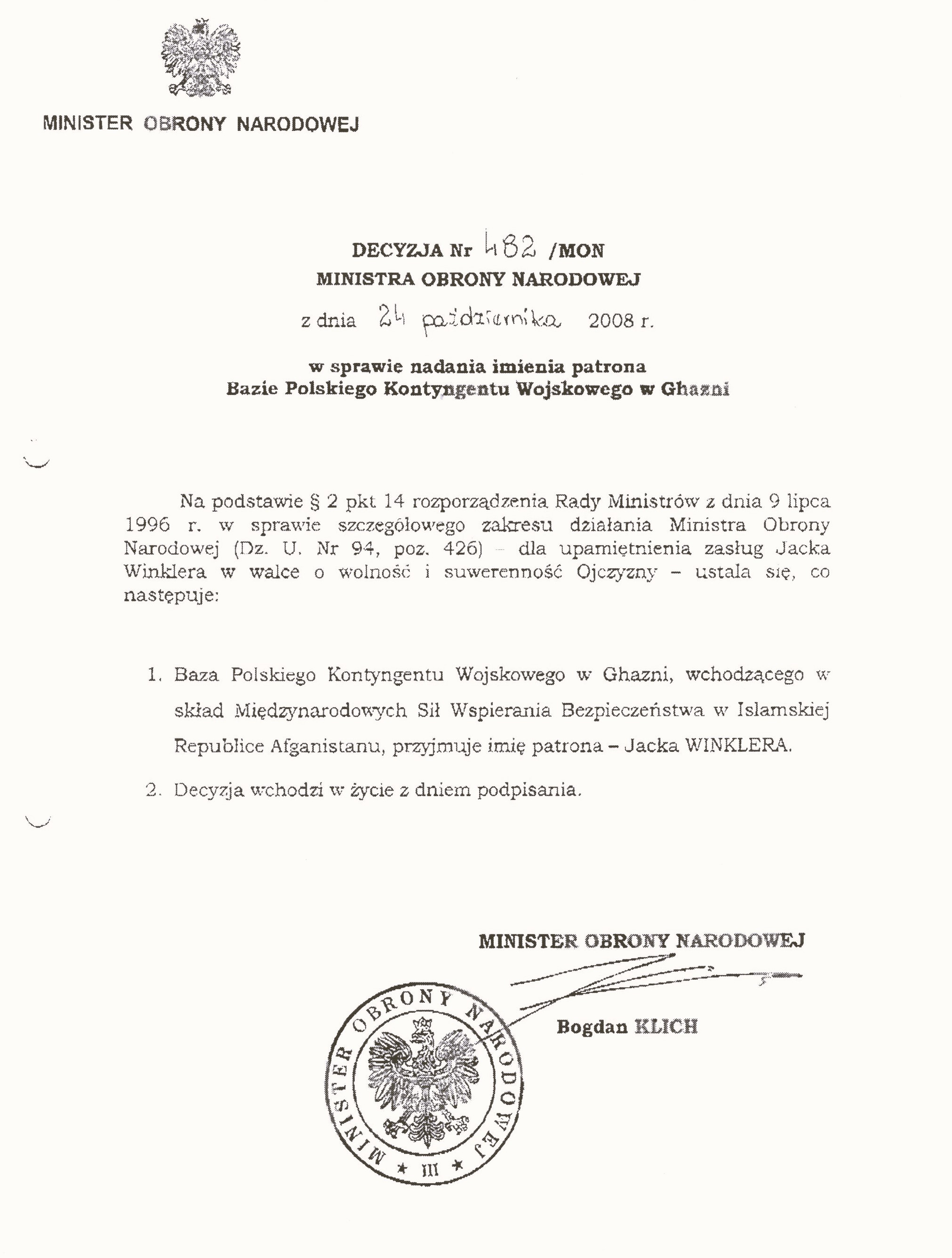
Decyzja Nr 482/MON z 24 października 2008

Jacek Winkler (ur. 1937 w Toruniu, zm. 12 października 2002 na Mont Maudit) – polski alpinista, działacz opozycyjny, partyzant w czasie wojny afgańsko-radzieckiej, fotograf i dziennikarz.

## Życiorys
Urodził się w Toruniu, a wychowywał w Milanówku, gdzie poznał starszego o parę lat Szymona Wdowiaka, który zaraził go pasją do wspinaczki.
Ukończył studia na Uniwersytecie Warszawskim.
W 1964 wyjechał do Paryża w celu zaciągnięcia się na statek wielorybniczy. Z Francji podjął współpracę z opozycją polityczną w Polsce. Zajmował się przerzucaniem do kraju przez Tatry zachodniej prasy, w tym m.in. paryskiej „Kultury”. Po tzw. procesie taterników, w którym jego żona Maria Tworkowska skazana została na trzy i pół roku więzienia, Jacek Winkler na wiele lat utracił możliwość powrotu do ojczyzny.
Światowy rozgłos Jackowi Winklerowi przyniosła pokojowa akcja zatknięcia dwóch flag na szczycie Mont Blanc, większej z napisem „Solidarność” i mniejszej „Solidarność z walką ludu afgańskiego”, w okresie obowiązywania w Polsce stanu wojennego.
Jeszcze we Francji nawiązał kontakty z mudżahedinami i dzięki fałszywemu paszportowi wyjechał do Afganistanu w 1985 r. i kolejny raz w 1987 r., by stanąć do walki z radzieckim okupantem. Walczył jako Ahdam Khan w sławnych oddziałach komendanta Ahmada Szach Massuda w górach Panczsziru. Przez cały okres walk prowadził dokumentację fotograficzną stanowiącą niezwykłe świadectwo heroizmu narodu afgańskiego w walce z najeźdźcą.
W 1986 roku odbył wielkie tournée prelekcyjne po ośrodkach uniwersyteckich USA, Kanady i Meksyku, nagłaśniając sprawę afgańską. Był wydawcą „Biuletynu Afgańskiego”, pracował jako konsultant Radia Wolna Europa i Voice of America.
Zginął 12 października 2002 w czasie wspinaczki na Mont Maudit (4465 m n.p.m.) w masywie Mont Blanc. Przyczyną zgonu było prawdopodobnie nadciśnienie. Ciało znaleziono po dwóch dniach. Pogrzeb odbył się w Chamonix 15 października.
W dniu 22 listopada 2016, w uznaniu „wybitnych zasług w działalności na rzecz przemian demokratycznych w Polsce, za osiągnięcia w podejmowanej z pożytkiem dla kraju pracy zawodowej i społecznej”, Prezydent Polski odznaczył go pośmiertnie Krzyżem Wielkim Orderu Odrodzenia Polski.

## Upamiętnienie
24 października 2008 Minister Obrony Narodowej, Bogdan Klich, w celu „upamiętnienia zasług Jacka Winklera w walce o wolność i suwerenność Ojczyzny” podjął decyzję o przyjęciu przez Bazę Polskiego Kontyngentu Wojskowego w Ghazni, wchodzącego w skład Międzynarodowych Sił Wspierania Bezpieczeństwa w Islamskiej Republice Afganistanu imienia patrona – Jacka Winklera.
Jest bohaterem filmu Czarodziejska góra (reż. Anca Damian) z 2015, zrealizowanego w kilkunastu stylistykach za pomocą wielu różnych metod animacji, kolażu i twórczej reinterpretacji istniejących materiałów filmowych.